# „NKVD vizsgálati börtön” Emlékmúzeum
Az „NKVD vizsgálati börtön” Emlékmúzeum (orosz nyelven: Мемориальный музей «Следственная тюрьма НКВД»; angol nyelven: „NKVD Custody Prison”, the Memorial museum of political repressions history) a szovjet rendszer első évtizedeiben a politikai elnyomás történetének Tomszki területi emlékeit gyűjtő és bemutató múzeum Oroszországban, a nyugat-szibériai Tomszkban. 
Az egykori börtön helyiségeiben kialakított múzeum 2022 elejéig a városi helytörténeti múzeum egyik részlegeként működött. 

## Alapítása
A múzeum 1989-ben a Memorial Társaság tomszki részlegének kezdeményezésére jött létre, és a Tomszki terület szakigazgatási szervének rendeletével alakult meg 1989 novemberében. Az ország első ilyen témájú múzeum volt. Az ún. peresztrojka nyomán, a szovjet múlt újraértékelése idején keletkezett és az oroszországi (szovjet) történelem tragikus időszakának egyik emlékhelyévé vált.
A múzeumot nem sokkal a Memorial Társaság tomszki részlegének megalakulása (1988.december) után alapították. A társaság nemcsak kampányolt a múzeum létrehozásáért, hanem aktívan részt is vett a dokumentumok, az életrajzi anyagok összegyűjtésében, a szemtanúk visszaemlékezéseinek rögzítésében.

## Ismertetése, története
A múzeum annak az épületnek az alagsorában található, amelyben 1923 és 1944 között az NKVD (Belügyi Népbiztosság, illetve elődje) tomszki igazgatósága működött. 1993-ban a létesítmény számára kijelölt helyiségeket átadták a Tomszki Területi Helytörténeti Múzeumnak. A múzeum első díszvendége Alekszandr Szolzsenyicin író volt, aki 1994-ben látogatott Tomszkba. 1994–1995-ben a múzeum és szponzorai finanszírozásával a helyiségeket felújították és átépítették a kiállítások céljára. Az első kiállítás 1996. május 25-én, az állandó kiállítás pedig 2002. június 1-jén nyílt meg. 2005–2006-ban az épülettel szomszédos területet is felújították, illetve parkosították.
A múzeum melletti területen emlékparkot alakítottak ki, ahol emlékművet állítottak a politikai terror áldozatainak (1992), majd a régióba deportált kalmüköknek (2002), lengyeleknek (2004), észteknek (2008) és letteknek (2011). A múzeum és az emlékpark történelmi és építészeti együttest alkot. 

## Kiállításai
Az állandó kiállításon egy rekonstruált börtönfolyosó, börtöncella és egy nyomozó (őr) rekonstruált munkahelye látható. Címszavak a négy kiállítóterem egyes részleteiből: "A tomszki politikai terror krónikája", "A nagy terror", "Tragikus sorsu(a)k", "Egy pap sorsa", "A GULAG és deportálások a Narimi területre", "Földalatti folyosó", stb. A kiállításon személyes életutakat bemutató tablók, nyomozati akták, fényképek, albumok és a foglyok által készített tárgyak is láthatók. Az egyik termet előadások vetítések, tematikus kiállítások rendezésére tartják fenn.

### Válogatás a korábbi tematikus kiállításokból
- 2000–2001: „Lengyelek deportálása a tomszki régióba 1939–1946-ban”
- 2003: „Jefroszinyija Kersznovszkaja élete”
- 2007: „N. A. Kljujov. Egy költő sorsa”
- 2008: „ Mi, oroszországi németek”
- 2009–2010: „Az óhitűek elnyomása”; „Tomszki katolikusok. akik a hitükért szenvedtek”; „A tomszki muzulmán közösség a politikai elnyomás és az újjászületés éveiben”; „A tomszki zsidó közösség története a politikai elnyomás éveiben”
- 2012: „A orosz ortodox egyház üldözésének története Tomszk-ban az 1920-as és 1930-as években”
- 2013: „Vaszilij Grosszman író élete és sorsa”.

## Épülete
Az épületet 1896-ban a város központi részén építették az egyházi iskola számára. 1923 és 1944 között az NKVD tomszki részlege használta, alagsorában a börtönnel. Az ott történtekről bő anyagot tartalmaz a múzeum gyűjteménye. Az 1940-es évek végétől lakásokat alakítottak ki az épületben, és felváltva gyerekklub, egy vállalat műhelye, később játékautomata-terem, bank, stb. működött falai között. Miután helyiségeinek egy részét megkapta a múzeum, jelentősen felújították. 

## A múzeum 2020-tól
2019-ben közölték, hogy a múzeum helyiségei magántulajdonban vannak, és azokat megvásárolja egy alapítvány. Hozzátették, hogy a múzeumnak fejlődnie kell és a moszkvai Gulag Történeti Múzeum által vezetett hálózat részévé kell válnia. 2020-ban a helyiségeket megvásárolta az „Emlékezés Alapítvány”, tervezni kezdték a múzeum tereinek felújítását és jelentős bővítését. A múzeum 2022. január 30-án bezárt, hogy elkezdhessék a felújítást. Megnyitását a moszkvai Gulag Múzeum szervezeti és pénzügyi irányításával 2022 végére ígérték.